# 廷伯萊恩 (路易斯安那州)
廷伯萊恩（英語：Timberlane）是位於美國路易斯安那州傑佛遜堂區的一個普查規定居民點。

## 人口
根據2020年美國人口普查的數據，廷伯萊恩的面積為3.89平方千米，當中陸地面積為3.89平方千米，而水域面積為0.00平方千米。當地共有人口10364人，而人口密度為每平方千米2,664.27人。